# 패견여왕
《패견여왕》(중국어 간체자: 败犬女王, 정체자: 敗犬女王, 병음: Bài quǎn nǚ wáng 바이취안뉘왕[*], My Queen 마이 퀸[*])은 중화민국의 텔레비전 드라마이다.

## 등장 인물
- 롼징톈(阮經天) : 루카스(盧卡斯) 역
- 양진화(楊謹華) : 산우솽(單無雙) 역
- 양야주(중국어판)(楊雅筑) : 한자자(韓佳佳) 역
- 원성하오(溫昇豪) : 쑹윈하오(宋允浩) 역
- 장후이추(중국어판)(張懷秋) : JJ 역

### 기타
- 쑹신니(중국어판)(宋新妮) : 루광린(陸廣琳) 역
- 다빙(중국어판)(大炳) : 뤄미어우/로미오(羅密歐) 역
- 주신이(중국어판)(朱芯儀) : 예즈치(葉芝琦) 역
- 잉웨이민(중국어판)(應蔚民) : 장뤄지(張若基) 역
- 리페이쉬(중국어판)(李沛旭) : 웨이얼강(魏爾剛) 역
- 라이팅쥔(중국어판)(賴亭君) : 마단나/마돈나(馬丹娜) 역
- 자오쯔창(중국어판)(趙自強) : 쩡다팡(曾大方) 역
- 천웨이민(중국어판)(陳為民) : 커멍한(柯夢寒) 역
- 린메이슈(林美秀) : 산린춘즈(單林春枝) 역
- 왕다오(중국어판)(王道) : 루톈청(盧天成) 역

### 게스트
- 커자옌(柯佳嬿) : 한샹윈(韓向芸) 역
- 취중헝(중국어판)(屈中恆) : 커유정(柯有正) 역
- 류샤오이(중국어판)(劉曉憶) : 커 씨 역
- 천보정(중국어판)(陳博正) : 쉬쯔모(徐自摩) 역
- 두스메이(중국어판)(杜詩梅) : 수녀 역
- 샹리원(중국어판)(向麗雯) : 린 교사(林老師) 역
- 황타이안(중국어판)(黃泰安) : 경비원 역
- 헤이몐(중국어판)(黑面) : 보스 역
- 마리어우(중국어판)(馬力歐) : 진행자 역
- 한이방(중국어판)(韓宜邦) : Edison 역
- 라이린언(賴琳恩) : 린메이환(林美環) 역
- 좡좡(중국어판)(壯壯) : 호텔 보조 관리자 역
- 푸톈잉(중국어판)(傅天穎) : 다터우팅(大頭婷) 역
- 중신링(중국어판)(鍾欣凌) : 다두이(大肚怡) 역
- 황위룽(중국어판)(黃玉榮) : 웨페이(岳非) 역
- 장신옌(중국어판)(張心妍) : Chloe 역
- 바위(중국어판)(巴鈺) : 우징징(吳晶晶) 역
- 장자오즈(중국어판)(張兆志) : 탕 씨(唐先生) 역
- 가오즈훙(중국어판)(高志宏) : 다두이의 남편 역
- 천무이(陳慕義) : 오토바이 주인 역
- 뤼만인(중국어판)(呂曼茵) : 언니 만인(曼茵姐) 역
- 예민즈(중국어판)(葉民志) : U Watch 잡지 편집자 역
- 천웨이링(陳維齡) : 꽃집 직원 역
- 디추(중국어판)(地球) : 샤오정(小鄭) 역
- 황징룬(중국어판)(黃靖倫) : 샤오선(小沈) 역
- 장자오민(중국어판)(張朝閔) : 황의사(黃醫師) 역
- 쉬안쉬안(중국어판)(宣宣) : 아루이(阿蕊) 역
- 량징루(梁靜茹) : DJ 역